# Pachydema monodi
Pachydema monodi är en skalbaggsart som beskrevs av Marc Lacroix 1999. Pachydema monodi ingår i släktet Pachydema och familjen Melolonthidae. Inga underarter finns listade i Catalogue of Life.